# Horstrissea dolinicola
Horstrissea dolinicola är en växtart som är ensam art i släktet Horstrissea i familjen flockblommiga växter.
Arten är endemisk på Kreta. Den beskrevs av Werner Greuter, Pedro Gerstberger och Bernhard Egli 1990.